# Preloge, Slovenska Bistrica
Preloge so naselje v Občini Slovenska Bistrica.